# Петър Тодорович
Петър (Пера) Тодорович (на сръбски: Петар Тодоровић) е сръбски офицер и революционер, деец на Сръбската въоръжена пропаганда в Македония от началото на XX век.

## Биография
Петър Тодорович е роден през 1880 година в крагуевацкото градче Дивостин, Сърбия. Влиза в сръбската армия и достига чин подпоручик. Включва се в сръбската въоръжена пропаганда в Македония.
На 16 април 1905 година над Челопек съединени сръбски чети се сражават с турски войски. В сражението загиват Илия Джуричич Църногорац, Люба Атанацкович, Петър Тодорович, Риста Попович Беранац, Риста Цветкович Поречанац и Тодор Гвозденович Призренац, а се спасяват Доксим Михайлов, Лазар Куюнджич, Боривое Йованович и Борко Пащрович.
В Дивостин е издигнат негов паметник.